# Шаров, Николай Дмитриевич
Никола́й Дми́триевич Шаро́в (27 июля 1916 — 16 апреля 2002) — командир батареи 473-го артиллерийского полка 99-й стрелковой дивизии 2-го Украинского фронта, лейтенант. Герой Советского Союза.

## Биография
Родился 27 июля 1916 года в деревне Подмощица Сычёвского уезда в семье крестьянина. Русский. Окончив Соколинскую начальную и Сычевскую неполную среднюю школы, он учится в Ленинградском рыбопромышленном техникуме. В связи с ликвидацией гидротехнического отделения перешел в Новгородский учительский институт, а после его окончания работал учителем истории в Вологодской области.
В феврале 1940 года Шаров был призван в Красную Армию. На фронтах Великой Отечественной войны июня 1941 года. В 1942 году окончил курсы младших лейтенантов. Сражался с захватчиками на Центральном, 1-м и 2-м Украинских фронтах. Был дважды ранен. Командир батареи лейтенант Шаров отличился в боях на территории Венгрии, при форсировании реки Дунай.
В ночь на 5 января 1945 года под огнём противника с передовыми подразделениями пехоты Шаров переправился через Дунай в районе города Эрчи. Вместе с бойцами участвовал в штурме гитлеровских укрепленных рубежей, отражал яростные контратаки противника. Со своего наблюдательного пункта управлял огнём батареи, засекал огневые точки и батареи, вызывал на них огонь своих орудий. При поддержке артиллеристов пехота не только отстояла плацдарм, но и значительно расширила его, обеспечив переправу соседним частям и подразделениям.
Указом Президиума Верховного Совета СССР от 24 марта 1945 года за образцовое выполнение заданий командования и проявленные, мужество и героизм, проявленные при форсировании Дуная и в боях на правобережном плацдарме лейтенанту Николаю Дмитриевичу Шарову присвоено звание Героя Советского Союза с вручением ордена Ленина и медали «Золотая Звезда».
После окончания Великой Отечественной войны капитан Шаров уволен в запас. Поселился в городе Кишинёве. Член ВКП(б)/КПСС с 1949 года. Работал директором Молдавского республиканского музея краеведения. Вернулся к своей довоенной профессии — педагогическому труду. В 1950 году заочно окончил Кишинёвский педагогический институт, в 1954 году — аспирантуру при Московском государственном университете имени М. В. Ломоносова. С апреля 1955 года кандидат исторических наук, доцент Н. Д. Шаров работал в Кишинёвском сельскохозяйственном институте имени М. В. Фрунзе преподавателем истории, заведующим кафедрой истории КПСС. Умер 16 апреля 2002 года.
Награждён орденами Ленина, Отечественной войны 1-й степени (6.4.1985), медалями.